# 真岡市立図書館
真岡市立図書館（もおかしりつとしょかん）は、栃木県真岡市荒町にある公立図書館。2025年（令和7年）1月25日に供用を開始した真岡市複合交流拠点施設 monaca（もなか）内にある。
本項では真岡市立二宮図書館、および2024年（令和6年）までにいずれも閉館した旧・真岡市立図書館と真岡市公民館真岡西分館図書室についても記述する。

## 真岡市立図書館（monaca）
指定管理者制度を導入し、「シダックス大新東ヒューマンサービス株式会社」が運営を担う。

### 施設
monacaは地上3階および屋上フロアを持ち、3階全体と1・2階の各一部に図書館が入っている。同施設には子育て支援センター、屋内外こども広場、地域交流センターが併設されている。
真岡市の中心市街地に位置し、市役所新庁舎周辺整備事業の一環として建設された。場所は2020年（令和2年）に開庁した真岡市役所庁舎の敷地と道を挟んだ向かい側で、かつての真岡市附属体育館、真岡市教育委員会棟、建設部棟の跡地である。

### 歴史
旧図書館時代の歴史・新図書館の計画については歴史（旧図書館）の項を参照。
- 2024年（令和6年）9月29日 - 旧・真岡市立図書館が閉館。
- 2025年（令和7年）1月25日 - 旧・真岡市立図書館、真岡市公民館真岡西分館図書室を統合して開設。

### 利用案内
- 開館時間：火曜日～金曜日は 9 時から 20 時まで、土日祝日は 9 時から 18 時まで。
- 休館日：月曜日（祝日の場合は開館）、年末年始、特別整理期間
- 貸出利用の対象：真岡市、芳賀郡（芳賀町・益子町・市貝町・茂木町）、宇都宮市、鹿沼市、日光市、さくら市、下野市、河内郡上三川町、下都賀郡壬生町、塩谷郡高根沢町、茨城県筑西市に居住する者。および真岡市に通勤・通学する者。
- 貸出可能点数：本・紙芝居＝制限なし、雑誌＝1人5冊まで（最新号は貸出不可）、DVD＝1人3点まで、CD＝1人3点まで
- 貸出可能期間：14日間
- 予約、リクエスト、複写、レファレンスサービス、ハンディキャップサービス（対面朗読、録音図書貸出、郵送貸出）が利用可能。

### 特色
静と動の両立
旧・真岡市立図書館は「静と動の両立」を掲げていた。「静」は学生や大人が読書や勉強にいそしむ環境、「動」は親子連れが遊び場として利用する環境を意味し、さまざまな人が利用できる図書館を目指した。
「動」の環境として、2018年（平成30年）度から、平日の10時から12時までを「赤ちゃんタイム」と定め、赤ちゃんが泣いてもいい時間とした。曜日によっては、この時間に読み聞かせを取り入れ、子供を持つ親同士の交流の場を作っていた。
新・真岡市立図書館も公式サイトで「静と動が調和」する図書館を掲げ、2階部分は明るい「昼」のイメージ、3階部分は暗く落ち着いた「夜」のイメージとしている。
図書館プロジェクト
旧図書館時代の2015年（平成27年）より障害者就労支援施設「そらまめ食堂」や栃木県立真岡女子高等学校と連携し、毎年障害者週間に合わせて図書館で子供向けのイベントを開く「図書館プロジェクト」を展開した。2018年（平成30年）11月2日に共生社会とちぎづくり表彰の栃木県知事賞（障害者差別解消部門）を受賞した。
例年は、そらまめ食堂で働く障害者が作ったキットを使って紙バッグを作る体験、真岡女子高の生徒による読み聞かせ、車いす体験、障害に対する理解を促すパンフレットの作成・配布などを行っている。2020年（令和2年）は新型コロナウイルス感染症の流行を受けイベントを開けなかったため、キットを事前に配布し、紙バッグを作った子どもにプレゼントを進呈する企画に変更した。

## 二宮図書館
真岡市立二宮図書館（もおかしりつ にのみやとしょかん）は、栃木県真岡市石島893番地15の二宮コミュニティセンター1階にある公立図書館。真岡市教育委員会の機構図上は、真岡市立図書館と同格であるが、館長は真岡市立図書館との兼任であり、職員は3人である。ISILはJP-1007126。2021年3月31日時点の蔵書数は67,849冊、2020年度の貸出冊数は48,201冊、来館者数は30,571人であった。
芳賀郡二宮町は、久下田小学校にあった二宮公民館を独立館とすることを計画し、1972年（昭和47年）に鉄筋コンクリート造2階建ての二宮町中央公民館を建設・開館した。館内には、茶道室・調理室・大会議室などと並んで、図書室が設けられた。2009年（平成21年）3月23日に二宮町は真岡市に編入合併され、旧二宮町役場は二宮コミュニティセンターへ移行し、改修工事を行った上で、同センター内に公民館と図書室が設置されることになった。
2014年（平成26年）4月1日、二宮公民館図書室は真岡市立二宮図書館に組織変更され、同時に指定管理者制度を導入、図書館流通センターの運営となった。2024年度現在、指定管理者はシダックス大新東ヒューマンサービス株式会社に代わっている
二宮図書館は、二宮コミュニティセンター1階（床面積3,110.01 m2）のうち、981.96 m2を占め、館内は一般書コーナー、児童書コーナー、雑誌・視聴覚・郷土資料・参考図書・学習コーナーに分かれている。開館時間と休館日は、真岡市立図書館と共通である。

## 真岡市立図書館（旧図書館）
旧・真岡市立図書館は、真岡市田町にあった施設。2024年（令和6年）9月29日に閉館。
指定管理者制度を導入し、図書館流通センターが運営していた。
真岡市教育委員会生涯学習課が所管し、係相当の組織と位置付けられている。真岡市民会館（市民“いちご”ホール）、真岡市民公園、真岡市総合体育館、真岡市科学教育センター など公共施設が集中するエリアにあった。

### 歴史（旧図書館）
市直営時代（1982-2009）
1977年（昭和52年）3月の第3次市勢発展長期計画で、図書館の建設計画が浮上し、1979年（昭和54年）6月に社会教育委員へ図書館建設が諮問された。社会教育委員は同年9月に答申し、1980年（昭和55年）3月に図書館建設の実施計画が計上された。翌1981年（昭和56年）3月に実施設計が完了し、同年6月に着工、9月には真岡市立図書館設置条例が制定された。
館舎は1982年（昭和57年）3月に完工し、同年4月に職員5人が配属され、7月6日の落成式に続き、7月7日から一般利用を開始した。当時からコンピュータを導入していたが、システムはカタカナで運用していた。1983年（昭和58年）4月24日に入館者数が10万人、同年6月12日に貸出冊数が10万冊を突破した。1984年（昭和59年）8月7日に移動図書館を導入し、公募により「ひばり号」と名付けた。同年、真岡文芸協会が当時の図書館長である荒井宗明の呼びかけにより発足し、機関誌「真岡文湖」を毎年発行するようになった。
1985年（昭和60年）7月7日、コンピュータシステムが漢字対応となった。1988年（昭和63年）1月6日には移動図書館の貸出冊数が10万冊を突破し、1989年（平成元年）12月1日より市立図書館でビデオの貸し出しを開始した。この頃、図書館の収蔵対策が図書館協議会に諮問され、1992年（平成4年）7月1日に安全祈願祭を挙行して増築工事に着手し、1993年（平成5年）2月15日に完了した。増築部は同年3月16日から供用を開始した。
1995年（平成7年）7月1日、真岡市公民館真岡西分館図書室とオンラインで結ばれ、1996年（平成8年）7月1日には栃木県央地区と芳賀地区の公立図書館等広域利用が始まり、図書館ネットワークが拡大した。一方、1998年（平成10年）3月31日をもって移動図書館が運用を終了した。1999年（平成11年）10月1日、コンピュータの入れ替えにより、それまでOCRだった貸出方式がバーコード式に変更された。2001年（平成13年）3月6日、5,103冊の寄贈を受けて元親文庫を開設した。真岡市出身の著述家であった満川元親の遺族らから寄付された満川の蔵書と5000万円によって設立された文庫であり、図書館が開館して以来、最も大きな寄付であった。2002年（平成14年）7月7日にはインターネットによる蔵書検索の提供を開始した。
指定管理者制度導入以降（2009-）
2009年（平成21年）4月1日、指定管理者制度が導入され、図書館流通センターによる運営へ移行した。県内では、大平町立図書館（現・栃木市大平図書館）、矢板市立図書館に次ぐ3番目の指定管理者制度導入館である。このとき館長に就任した新井一郎は半導体関連企業の出身で、図書館利用者を「お客さん」と見なして業務に当たるよう指示し、貸出冊数制限を撤廃したり、館長室を授乳室として開放したりといった改革を実行した。また、緊急雇用創出事業を利用して人員を確保し、3桁だった請求記号を4桁化するとともに、細かく見出しを付けて、来館者が本を探しやすくした。学校図書館への市立図書館司書の派遣や、栃木県立益子特別支援学校の生徒として図書館で職場体験し、卒業後に就職を希望した知的障害者を雇用するなど、栃木県や日本の公共図書館の中で先駆的な取り組みも実施した。
2011年（平成23年）4月1日、茨城県筑西市との間で図書館等広域利用の覚書協定書が締結され、真岡市民が筑西市立図書館で貸し出しを受けられるようになった。2013年（平成25年）4月1日に子どもの読書活動優秀実践図書館として文部科学大臣表彰を受けた。同年7月7日には、栃木県のキャラクター・とちまるくんが来館し、真岡市のキャラクター・コットベリーとともに七夕おはなし会&写真撮影会に参加した。2017年（平成29年）10月30日に第1回輝く“とちぎ”づくり優秀賞を受賞した。
2020年（令和2年）は新型コロナウイルス感染症の流行を受け、3月3日から3月24日までと、4月14日から5月10日まで臨時休館した。これを受け、2021年（令和3年）1月29日に電子図書館サービスを開始し、県内最大の4,637点がオンライン上で利用可能となった。電子図書館の導入には、日本政府の新型コロナウイルス感染症対応地方創生臨時交付金を活用した。
新館建設計画（2017-）
真岡市は2017年（平成29年）から新市庁舎の周辺整備事業の検討を開始し、2019年（令和元年）に図書館を含む複合施設を建設する計画を発表、同年8月に市民ワークショップを2回開催した。2020年（令和2年）には、図書館に子育て支援センター、子ども広場、カフェ、地域交流施設などを併設した延床面積6,000 m2（うち図書館部分は3,000 m2）の施設を構想しており、PFIを導入して費用圧縮を検討していることが公表された。
2021年（令和3年）4月25日に投開票が行われた真岡市長選挙では、現職の石坂真一が再選を果たしたが、新図書館の建設中止を公約とした対立候補が1,247票差まで追い上げる接戦となった。その後、設計から建設、管理運営を一括で委託するDBO（Design, Build, Operate）方式で建設することが決まり、同年の12月議会の審査を経て事業者が決定した。複合施設は延床面積6,832 m2の3階建て、図書館の主要機能は3階に配置し、2階に子ども図書室、1階に新聞雑誌コーナーや学習室を置く計画とされた。2022年（令和4年）2月、図書館を含む複合施設の整備として2億9711万円が予算計上された。

### 施設（旧図書館）
鉄筋コンクリート造2階建て、敷地面積6,934 m2、延床面積2,555.41 m2の、他の施設を併設していない図書館単独の施設であり、総工費は345,623千円であった。1992年（平成4年）度に753.62 m2（総工費：258,581千円）の増築を行った。開館当時はモダンな建築であったが、2010年代の感覚では威厳を感じさせる外観である。
館内
| 階  | 面積（m2） | 主な施設                                                                                     |
| 2階 | 465.18     | 学習室、会議室兼視聴覚室、倉庫                                                               |
| 1階 | 2,090.23   | 一般開架、児童開架、こどもおはなし室、郷土資料室、福祉室兼ボランティア室、事務室、書庫、車庫 |

書架を低くし、子供でも本を取りやすくしていた。指定管理者に管理が移行する前は、この低書架の天板にも本を並べていたため、館内照明が反射せず、館内が暗くなっていた。

## 真岡市公民館真岡西分館図書室

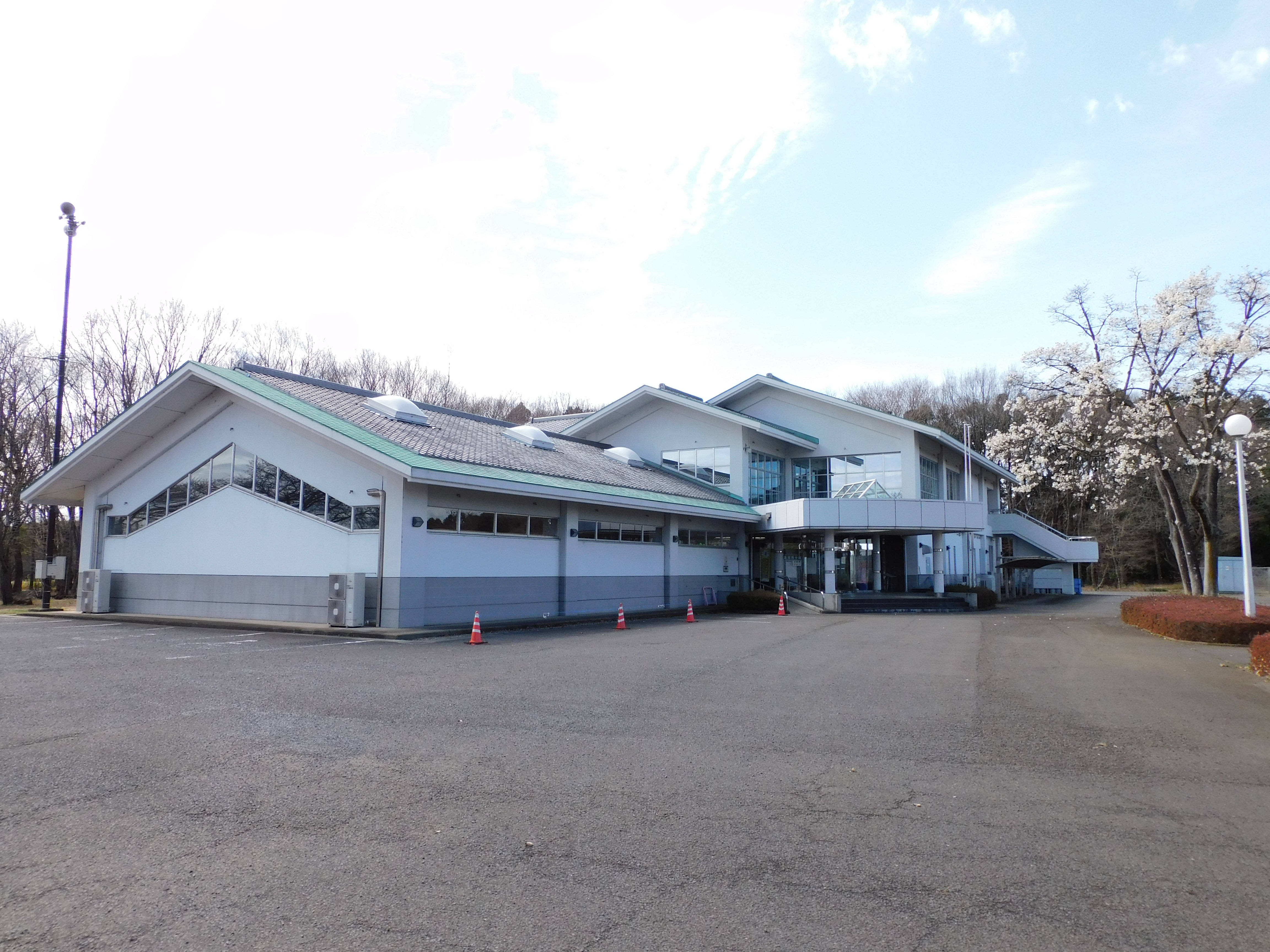
真岡市公民館真岡西分館

真岡市公民館真岡西分館図書室（もおかしこうみんかん もおかにしぶんかんとしょしつ）は、栃木県真岡市西高間木539番地1の真岡市公民館真岡西分館1階にあった公民館図書室。ISILはJP-1007125。2021年3月31日時点の蔵書数は23,559冊、2020年度の貸出冊数は7,602冊、来館者数は5,040人であった。
真岡市図書館基本方針に基づき、真岡市立図書館・二宮図書館と一体的に運営されていた。
1994年（平成6年）10月1日に開室し、翌1995年（平成7年）7月1日より貸し出しを開始した。同時に真岡市立図書館とオンラインで結ばれ、公民館図書室ながら、図書館と同様に運営されている。（ただしコピーサービスは実施していない。）
図書室は、公民館真岡西分館1階730.67 m2のうち、295.80 m2を占め、館内は一般開架室、児童開架室、こども絵本スペースなどに分かれていた。開館時間は9時から17時、休館日は、日曜日・月曜日・祝日と年末年始・特別整理期間であった。
2025年開設の新・市立図書館（monaca）に統合され廃止。学習室に転換された。